# Kwakoe (dagnaam)
Kwakoe betekent woensdag in de rituele Kromanti-taal van Marrons van Suriname.
Kwakoe kan de naam zijn van iemand die op woensdag geboren is. Zodoende verwijst de naam tevens naar woensdag 1 juli 1863, de dag dat in Paramaribo, Suriname de slavernij werd afgeschaft. Zo symboliseert de naam Kwakoe de wedergeboorte van de bevrijde slaaf op die historische woensdag.

## Taal van herkomst
Het vocabulaire van de Kromanti-taal is vooral afkomstig van Akan-talen als Twi van de Ashanti en Fante uit Ghana (West-Afrika). Door slavenhandel kwamen vele Surinaamse slaven uit Ghana, Nederland had daar op de Goudkust forten en handelsposten (zie Lijst van Nederlandse koloniën). Ook bij Aukaners komt de naam Kwaku voor.